# Maya Yoshida
Maya Yoshida (吉田 麻也?, Yoshida Maya; Nagasaki, 24 agosto 1988) è un calciatore giapponese, difensore del LA Galaxy, del quale è capitano. Con la nazionale giapponese si è laureato campione d'Asia nel 2011 e vicecampione d'Asia nel 2019.

## Caratteristiche tecniche
Di ruolo difensore centrale, può giocare sia a destra che a sinistra per via del fatto che è ambidestro. Può essere adattato a giocare anche da terzino destro. Dispone di buona velocità, oltre a essere forte fisicamente e nel gioco aereo. Bravo nelle letture difensive, è pulito nei contrasti e non commette molti falli.

## Carriera

### Club

#### Nagoya Grampus, VVV-Venlo e Southampton
Cresciuto nel Nagoya Grampus, nel gennaio 2010 si trasferisce nei Paesi Bassi per giocare con la maglia degli olandesi del VVV-Venlo.
Il 30 agosto 2012 viene ceduto al Southampton con il quale firma un contratto triennale. Il 2 gennaio 2015 rinnova il suo contratto con il Southampton, pratica poi ripetuta il 24 agosto 2017. Nel mentre (precisamente il 30 aprile 2017) ha raggiunto quota 100 presenze in Premier contro l'Hull City. Pur non essendo titolare fisso trova molto spazio con il club, eccetto nelle ultime 2 stagioni, disputando 154 partite realizzando 6 reti in Premier, che lo rendono il calciatore giapponese più presente nella storia del massimo campionato inglese.

#### Sampdoria
Il 31 gennaio 2020 passa in prestito alla Sampdoria, con la quale firma un contratto fino al giugno dello stesso anno. Esordisce (giocando da titolare) coi blucerchiati l'8 marzo 2020 nel successo per 2-1 contro l'Hellas Verona. Dopo quella sfida (l'ultima prima dello stop del campionato dovuto alla pandemia di COVID-19) diviene titolare fisso in difesa contribuendo alla salvezza del club genovese.
L'anno successivo continua a essere un titolare della difesa doriana (giocando anche da terzino in alcune occasioni), arrivando a realizzare la sua prima rete in Serie A il 24 gennaio 2021 nel successo esterno contro il Parma (0-2), diventando al contempo il primo asiatico a segnare un gol per la Sampdoria.
Confermato titolare della retroguardia doriana pure nell'annata 2021-2022, il 12 settembre 2021 va a segno nel pareggio per 2-2 contro l'Inter.

#### Schalke
Rimasto svincolato al termine della stagione 2021-2022, il 5 luglio 2022 Yoshida firma un contratto annuale con lo Schalke 04, in Bundesliga.

#### LA Galaxy
Il 3 agosto 2023, Yoshida si accorda con il LA Galaxy, franchigia della Major League Soccer, con cui firma un contratto valido fino al termine della stagione 2024.

### Nazionale

#### Nazionale olimpica
Ha fatto parte della selezione olimpica giapponese che ha preso parte ai Giochi olimpici nel 2008 e nel 2012 (in quest'ultimi ha indossato la fascia di capitano, oltre ad avere segnato nel 3-0 contro l'Egitto ai quarti).
Viene convocato nella Nazionale Olimpica ai Giochi di Tokyo come capitano e fuori quota, ai quarti di finale contro la Nuova Zelanda la partita si concluderà ai rigori e Yoshida dagli undici metri segnerà la rete del 4-2 consegnando al Giappone la vittoria. Al turno successivo i nipponici affrontano la Spagna, venendo eliminati ai supplementari (1-0). Nella finale per il 3º posto il Giappone viene nuovamente sconfitto, questa volta dal Messico (3-1).

#### Nazionale maggiore

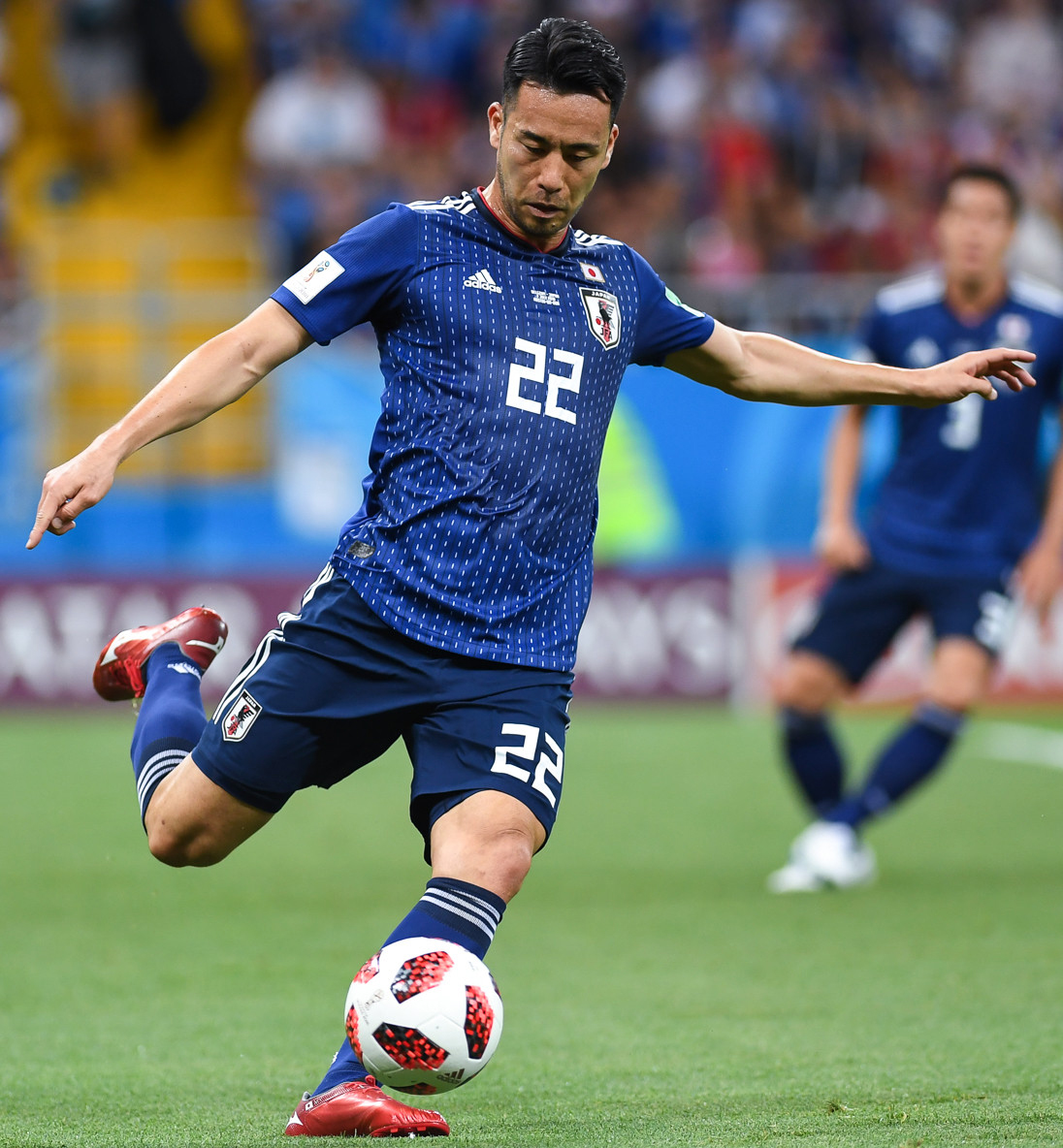
Yoshida durante i Mondiali 2018

Con la nazionale maggiore ha partecipato alla vittoriosa Coppa d'Asia 2011 (dove alla seconda presenza ha realizzato la sua prima rete in nazionale nell'1-1 contro la Giordania), oltre che alle edizioni 2015 (dove ha nuovamente segnato, questa volta nel 4-0 alla Palestina) e 2019. Inoltre ha preso parte alla FIFA Confederations Cup 2013, al Mondiale 2014 e a quello 2018.
Dopo i Mondiali 2018 diviene capitano dei nipponici e il 14 novembre 2019 raggiunge quota 100 presenze con la selezione giapponese nel successo per 2-0 contro il Kirghizistan. Nel mondiale Qatar 2022 il Giappone viene eliminato agli ottavi di finale nella partita finita per 1-1 contro la Croazia, la squadra avversaria vince ai rigori per 3-1, Yoshida è l'ultimo calciatore della nazionale del Giappone a calciare ma il suo rigore viene parato dal portiere Dominik Livaković.

## Statistiche

### Presenze e reti nei club
Statistiche aggiornate all'11 marzo 2025.
| Stagione              | Squadra               | Campionato            | Campionato | Campionato | Coppe nazionali | Coppe nazionali | Coppe nazionali | Coppe continentali | Coppe continentali | Coppe continentali | Altre coppe | Altre coppe | Altre coppe | Totale | Totale |
| Stagione              | Squadra               | Comp                  | Pres       | Reti       | Comp            | Pres            | Reti            | Comp               | Pres               | Reti               | Comp        | Pres        | Reti        | Pres   | Reti   |
| --------------------- | --------------------- | --------------------- | ---------- | ---------- | --------------- | --------------- | --------------- | ------------------ | ------------------ | ------------------ | ----------- | ----------- | ----------- | ------ | ------ |
| 2007                  | Nagoya Grampus        | J1                    | 19         | 0          | CdL+CI          | 3+2             | 0+1             | -                  | -                  | -                  | -           | -           | -           | 24     | 1      |
| 2008                  | Nagoya Grampus        | J1                    | 22         | 1          | CdL+CI          | 4+3             | 0+1             | -                  | -                  | -                  | -           | -           | -           | 29     | 2      |
| 2009                  | Nagoya Grampus        | J1                    | 30         | 4          | CdL+CI          | 1+6             | 1+1             | ACL                | 11                 | 2                  | -           | -           | -           | 48     | 8      |
| Totale Nagoya Grampus | Totale Nagoya Grampus | Totale Nagoya Grampus | 71         | 5          |                 | 19              | 4               |                    | 11                 | 2                  |             | -           | -           | 101    | 11     |
| gen.-giu. 2010        | VVV-Venlo             | ED                    | 0          | 0          | CO              | -               | -               | -                  | -                  | -                  | -           | -           | -           | 0      | 0      |
| 2010-2011             | VVV-Venlo             | ED                    | 20+4       | 0          | CO              | 0               | 0               | -                  | -                  | -                  | -           | -           | -           | 24     | 0      |
| 2011-2012             | VVV-Venlo             | ED                    | 32+4       | 5          | CO              | 1               | 0               | -                  | -                  | -                  | -           | -           | -           | 37     | 5      |
| ago. 2012             | VVV-Venlo             | ED                    | 2          | 0          | CO              | 0               | 0               | -                  | -                  | -                  | -           | -           | -           | 2      | 0      |
| Totale VVV-Venlo      | Totale VVV-Venlo      | Totale VVV-Venlo      | 54+8       | 5          |                 | 1               | 0               |                    | -                  | -                  |             | -           | -           | 63     | 5      |
| ago. 2012-2013        | Southampton           | PL                    | 32         | 0          | FACup+CdL       | 1+1             | 0               | -                  | -                  | -                  | -           | -           | -           | 34     | 0      |
| 2013-2014             | Southampton           | PL                    | 8          | 1          | FACup+CdL       | 3+3             | 0+1             | -                  | -                  | -                  | -           | -           | -           | 14     | 2      |
| 2014-2015             | Southampton           | PL                    | 22         | 1          | FACup+CdL       | 0+1             | 0               | -                  | -                  | -                  | -           | -           | -           | 23     | 1      |
| 2015-2016             | Southampton           | PL                    | 20         | 1          | FACup+CdL       | 1+2             | 0+1             | UEL                | 4                  | 0                  | -           | -           | -           | 27     | 2      |
| 2016-2017             | Southampton           | PL                    | 23         | 1          | FACup+CdL       | 2+6             | 0+1             | UEL                | 6                  | 0                  | -           | -           | -           | 37     | 2      |
| 2017-2018             | Southampton           | PL                    | 24         | 2          | FACup+CdL       | 2+1             | 0               | -                  | -                  | -                  | -           | -           | -           | 27     | 2      |
| 2018-2019             | Southampton           | PL                    | 17         | 0          | FACup+CdL       | 0+2             | 0               | -                  | -                  | -                  | -           | -           | -           | 19     | 0      |
| 2019-gen. 2020        | Southampton           | PL                    | 8          | 0          | FACup+CdL       | 1+2             | 0               | -                  | -                  | -                  | -           | -           | -           | 11     | 0      |
| Totale Southampton    | Totale Southampton    | Totale Southampton    | 154        | 6          |                 | 28              | 3               |                    | 10                 | 0                  |             | -           | -           | 192    | 9      |
| gen.-ago. 2020        | Sampdoria             | A                     | 14         | 0          | CI              | 0               | 0               | -                  | -                  | -                  | -           | -           | -           | 14     | 0      |
| 2020-2021             | Sampdoria             | A                     | 32         | 1          | CI              | 2               | 0               | -                  | -                  | -                  | -           | -           | -           | 34     | 1      |
| 2021-2022             | Sampdoria             | A                     | 26         | 2          | CI              | 0               | 0               | -                  | -                  | -                  | -           | -           | -           | 26     | 2      |
| Totale Sampdoria      | Totale Sampdoria      | Totale Sampdoria      | 72         | 3          |                 | 2               | 0               |                    | -                  | -                  |             | -           | -           | 74     | 3      |
| 2022-2023             | Schalke 04            | BL                    | 29         | 0          | CG              | 2               | 0               | -                  | -                  | -                  | -           | -           | -           | 31     | 0      |
| 2023                  | LA Galaxy             | MLS                   | 12         | 1          | USOC            | -               | -               | -                  | -                  | -                  | LC          | -           | -           | 12     | 1      |
| 2024                  | LA Galaxy             | MLS                   | 34+5       | 2+0        | USOC            | 0               | 0               | -                  | -                  | -                  | LC          | 2           | 0           | 41     | 2      |
| 2025                  | LA Galaxy             | MLS                   | 3          | 0          | USOC            | -               | -               | CCC                | 1                  | 0                  | LC          | -           | -           | 4      | 0      |
| Totale LA Galaxy      | Totale LA Galaxy      | Totale LA Galaxy      | 49+5       | 3          |                 | 0               | 0               |                    | 1                  | 0                  |             | 2           | 0           | 57     | 3      |
| Totale carriera       | Totale carriera       | Totale carriera       | 442        | 22         |                 | 52              | 7               |                    | 22                 | 2                  |             | 2           | 0           | 518    | 31     |

### Cronologia presenze e reti in nazionale
| Cronologia completa delle presenze e delle reti in nazionale ― Giappone | Cronologia completa delle presenze e delle reti in nazionale ― Giappone | Cronologia completa delle presenze e delle reti in nazionale ― Giappone | Cronologia completa delle presenze e delle reti in nazionale ― Giappone | Cronologia completa delle presenze e delle reti in nazionale ― Giappone | Cronologia completa delle presenze e delle reti in nazionale ― Giappone | Cronologia completa delle presenze e delle reti in nazionale ― Giappone | Cronologia completa delle presenze e delle reti in nazionale ― Giappone |
| Data                                                                    | Città                                                                   | In casa                                                                 | Risultato                                                               | Ospiti                                                                  | Competizione                                                            | Reti                                                                    | Note                                                                    |
| ----------------------------------------------------------------------- | ----------------------------------------------------------------------- | ----------------------------------------------------------------------- | ----------------------------------------------------------------------- | ----------------------------------------------------------------------- | ----------------------------------------------------------------------- | ----------------------------------------------------------------------- | ----------------------------------------------------------------------- |
| 6-1-2010                                                                | Sana'a                                                                  | Yemen                                                                   | 2 – 3                                                                   | Giappone                                                                | Qual. Coppa d'Asia 2011                                                 | -                                                                       |                                                                         |
| 9-1-2011                                                                | Doha                                                                    | Giappone                                                                | 1 – 1                                                                   | Giordania                                                               | Coppa d'Asia 2011 - 1º turno                                            | 1                                                                       |                                                                         |
| 13-1-2011                                                               | Doha                                                                    | Siria                                                                   | 1 – 2                                                                   | Giappone                                                                | Coppa d'Asia 2011 - 1º turno                                            | -                                                                       | 67’                                                                     |
| 17-1-2011                                                               | Al Rayyan                                                               | Arabia Saudita                                                          | 0 – 5                                                                   | Giappone                                                                | Coppa d'Asia 2011 - 1º turno                                            | -                                                                       | 63’                                                                     |
| 21-1-2011                                                               | Doha                                                                    | Giappone                                                                | 3 – 2                                                                   | Qatar                                                                   | Coppa d'Asia 2011 - Quarti di finale                                    | -                                                                       | 46’, 63’                                                                |
| 29-1-2011                                                               | Doha                                                                    | Australia                                                               | 0 – 1 dts                                                               | Giappone                                                                | Coppa d'Asia 2011 - Finale                                              | -                                                                       |                                                                         |
| 7-6-2011                                                                | Yokohama                                                                | Giappone                                                                | 0 – 0                                                                   | Rep. Ceca                                                               | Amichevole                                                              | -                                                                       |                                                                         |
| 10-8-2011                                                               | Sapporo                                                                 | Giappone                                                                | 3 – 0                                                                   | Corea del Sud                                                           | Amichevole                                                              | -                                                                       |                                                                         |
| 2-9-2011                                                                | Saitama                                                                 | Giappone                                                                | 1 – 0                                                                   | Corea del Nord                                                          | Qual. Mondiali 2014                                                     | 1                                                                       |                                                                         |
| 6-9-2011                                                                | Tashkent                                                                | Uzbekistan                                                              | 1 – 1                                                                   | Giappone                                                                | Qual. Mondiali 2014                                                     | -                                                                       |                                                                         |
| 7-10-2011                                                               | Kobe                                                                    | Giappone                                                                | 1 – 0                                                                   | Vietnam                                                                 | Amichevole                                                              | -                                                                       | 68’                                                                     |
| 11-10-2011                                                              | Osaka                                                                   | Giappone                                                                | 8 – 0                                                                   | Tagikistan                                                              | Qual. Mondiali 2014                                                     | -                                                                       |                                                                         |
| 11-11-2011                                                              | Dushanbe                                                                | Tagikistan                                                              | 0 – 4                                                                   | Giappone                                                                | Qual. Mondiali 2014                                                     | -                                                                       |                                                                         |
| 29-2-2012                                                               | Toyota                                                                  | Giappone                                                                | 0 – 1                                                                   | Uzbekistan                                                              | Qual. Mondiali 2014                                                     | -                                                                       |                                                                         |
| 3-6-2012                                                                | Saitama                                                                 | Giappone                                                                | 3 – 0                                                                   | Oman                                                                    | Qual. Mondiali 2014                                                     | -                                                                       |                                                                         |
| 8-6-2012                                                                | Saitama                                                                 | Giappone                                                                | 6 – 0                                                                   | Giordania                                                               | Qual. Mondiali 2014                                                     | -                                                                       | 44’                                                                     |
| 15-8-2012                                                               | Sapporo                                                                 | Giappone                                                                | 1 – 1                                                                   | Venezuela                                                               | Amichevole                                                              | -                                                                       |                                                                         |
| 6-9-2012                                                                | Niigata                                                                 | Giappone                                                                | 1 – 0                                                                   | Emirati Arabi Uniti                                                     | Amichevole                                                              | -                                                                       |                                                                         |
| 11-9-2012                                                               | Saitama                                                                 | Giappone                                                                | 1 – 0                                                                   | Iraq                                                                    | Qual. Mondiali 2014                                                     | -                                                                       |                                                                         |
| 12-10-2012                                                              | Saint-Denis                                                             | Francia                                                                 | 0 – 1                                                                   | Giappone                                                                | Amichevole                                                              | -                                                                       |                                                                         |
| 16-10-2012                                                              | Breslavia                                                               | Giappone                                                                | 0 – 4                                                                   | Brasile                                                                 | Amichevole                                                              | -                                                                       | 89’                                                                     |
| 14-11-2012                                                              | Mascate                                                                 | Oman                                                                    | 1 – 2                                                                   | Giappone                                                                | Qual. Mondiali 2014                                                     | -                                                                       |                                                                         |
| 6-2-2013                                                                | Kōbe                                                                    | Giappone                                                                | 3 – 0                                                                   | Lettonia                                                                | Amichevole                                                              | -                                                                       |                                                                         |
| 22-3-2013                                                               | Doha                                                                    | Giappone                                                                | 2 – 1                                                                   | Canada                                                                  | Amichevole                                                              | -                                                                       |                                                                         |
| 26-3-2013                                                               | Amman                                                                   | Giordania                                                               | 2 – 1                                                                   | Giappone                                                                | Qual. Mondiali 2014                                                     | -                                                                       |                                                                         |
| 30-5-2013                                                               | Toyota                                                                  | Giappone                                                                | 0 – 2                                                                   | Bulgaria                                                                | Amichevole                                                              | -                                                                       | 46’                                                                     |
| 4-6-2013                                                                | Saitama                                                                 | Giappone                                                                | 1 – 1                                                                   | Australia                                                               | Qual. Mondiali 2014                                                     | -                                                                       |                                                                         |
| 15-6-2013                                                               | Brasilia                                                                | Brasile                                                                 | 3 – 0                                                                   | Giappone                                                                | Conf. Cup 2013 - 1º turno                                               | -                                                                       |                                                                         |
| 19-6-2013                                                               | Recife                                                                  | Italia                                                                  | 4 – 3                                                                   | Giappone                                                                | Conf. Cup 2013 - 1º turno                                               | -                                                                       |                                                                         |
| 22-6-2013                                                               | Belo Horizonte                                                          | Giappone                                                                | 1 – 2                                                                   | Messico                                                                 | Conf. Cup 2013 - 1º turno                                               | -                                                                       | 65’                                                                     |
| 14-8-2013                                                               | Rifu                                                                    | Giappone                                                                | 2 – 4                                                                   | Uruguay                                                                 | Amichevole                                                              | -                                                                       | 56’                                                                     |
| 6-9-2013                                                                | Osaka                                                                   | Giappone                                                                | 3 – 0                                                                   | Guatemala                                                               | Amichevole                                                              | -                                                                       |                                                                         |
| 10-9-2013                                                               | Yokohama                                                                | Giappone                                                                | 3 – 1                                                                   | Ghana                                                                   | Amichevole                                                              | -                                                                       |                                                                         |
| 11-10-2013                                                              | Novi Sad                                                                | Serbia                                                                  | 2 – 0                                                                   | Giappone                                                                | Amichevole                                                              | -                                                                       |                                                                         |
| 15-10-2013                                                              | Minsk                                                                   | Bielorussia                                                             | 1 – 0                                                                   | Giappone                                                                | Amichevole                                                              | -                                                                       |                                                                         |
| 16-11-2013                                                              | Genk                                                                    | Paesi Bassi                                                             | 2 – 2                                                                   | Giappone                                                                | Amichevole                                                              | -                                                                       |                                                                         |
| 19-11-2013                                                              | Bruxelles                                                               | Belgio                                                                  | 2 – 3                                                                   | Giappone                                                                | Amichevole                                                              | -                                                                       |                                                                         |
| 5-3-2014                                                                | Tokyo                                                                   | Giappone                                                                | 4 – 2                                                                   | Nuova Zelanda                                                           | Amichevole                                                              | -                                                                       |                                                                         |
| 27-5-2014                                                               | Saitama                                                                 | Giappone                                                                | 1 – 0                                                                   | Cipro                                                                   | Amichevole                                                              | -                                                                       | 46’                                                                     |
| 2-6-2014                                                                | Tampa                                                                   | Costa Rica                                                              | 1 – 3                                                                   | Giappone                                                                | Amichevole                                                              | -                                                                       |                                                                         |
| 7-6-2014                                                                | Tampa                                                                   | Giappone                                                                | 4 – 3                                                                   | Zambia                                                                  | Amichevole                                                              | -                                                                       | 82’                                                                     |
| 14-6-2014                                                               | Recife                                                                  | Costa d'Avorio                                                          | 2 – 1                                                                   | Giappone                                                                | Mondiali 2014 - 1º turno                                                | -                                                                       | 23’                                                                     |
| 19-6-2014                                                               | Natal                                                                   | Giappone                                                                | 0 – 0                                                                   | Grecia                                                                  | Mondiali 2014 - 1º turno                                                | -                                                                       |                                                                         |
| 24-6-2014                                                               | Cuiabá                                                                  | Giappone                                                                | 1 – 4                                                                   | Colombia                                                                | Mondiali 2014 - 1º turno                                                | -                                                                       |                                                                         |
| 5-9-2014                                                                | Sapporo                                                                 | Giappone                                                                | 0 – 2                                                                   | Uruguay                                                                 | Amichevole                                                              | -                                                                       |                                                                         |
| 9-9-2014                                                                | Yokohama                                                                | Giappone                                                                | 2 – 2                                                                   | Venezuela                                                               | Amichevole                                                              | -                                                                       |                                                                         |
| 14-11-2014                                                              | Toyota                                                                  | Giappone                                                                | 6 – 0                                                                   | Honduras                                                                | Amichevole                                                              | 1                                                                       |                                                                         |
| 18-11-2014                                                              | Osaka                                                                   | Giappone                                                                | 2 – 1                                                                   | Australia                                                               | Amichevole                                                              | -                                                                       |                                                                         |
| 12-1-2015                                                               | Newcastle                                                               | Giappone                                                                | 4 – 0                                                                   | Palestina                                                               | Coppa d'Asia 2015 - 1º turno                                            | 1                                                                       |                                                                         |
| 16-1-2015                                                               | Brisbane                                                                | Iraq                                                                    | 0 – 1                                                                   | Giappone                                                                | Coppa d'Asia 2015 - 1º turno                                            | -                                                                       |                                                                         |
| 20-1-2015                                                               | Melbourne                                                               | Giappone                                                                | 2 – 0                                                                   | Giordania                                                               | Coppa d'Asia 2015 - 1º turno                                            | -                                                                       |                                                                         |
| 23-1-2015                                                               | Sydney                                                                  | Giappone                                                                | 1 – 1 dts (4 – 5 dtr)                                                   | Emirati Arabi Uniti                                                     | Coppa d'Asia 2015 - Quarti di finale                                    | -                                                                       |                                                                         |
| 27-3-2015                                                               | Oita                                                                    | Giappone                                                                | 2 – 0                                                                   | Tunisia                                                                 | Amichevole                                                              | -                                                                       |                                                                         |
| 11-6-2015                                                               | Yokohama                                                                | Giappone                                                                | 4 – 0                                                                   | Iraq                                                                    | Amichevole                                                              | -                                                                       |                                                                         |
| 16-6-2015                                                               | Saitama                                                                 | Giappone                                                                | 0 – 0                                                                   | Singapore                                                               | Qual. Mondiali 2018                                                     | -                                                                       |                                                                         |
| 3-9-2015                                                                | Saitama                                                                 | Giappone                                                                | 3 – 0                                                                   | Cambogia                                                                | Qual. Mondiali 2018                                                     | 1                                                                       |                                                                         |
| 8-9-2015                                                                | Teheran                                                                 | Afghanistan                                                             | 0 – 6                                                                   | Giappone                                                                | Qual. Mondiali 2018                                                     | -                                                                       |                                                                         |
| 8-10-2015                                                               | Seeb                                                                    | Siria                                                                   | 0 – 3                                                                   | Giappone                                                                | Qual. Mondiali 2018                                                     | -                                                                       |                                                                         |
| 13-10-2015                                                              | Teheran                                                                 | Iran                                                                    | 1 – 1                                                                   | Giappone                                                                | Amichevole                                                              | -                                                                       | 31’                                                                     |
| 12-11-2015                                                              | Singapore                                                               | Singapore                                                               | 0 – 3                                                                   | Giappone                                                                | Qual. Mondiali 2018                                                     | 1                                                                       |                                                                         |
| 17-11-2015                                                              | Phnom Penh                                                              | Cambogia                                                                | 0 – 2                                                                   | Giappone                                                                | Qual. Mondiali 2018                                                     | -                                                                       |                                                                         |
| 24-3-2016                                                               | Saitama                                                                 | Giappone                                                                | 5 – 0                                                                   | Afghanistan                                                             | Qual. Mondiali 2018                                                     | 1                                                                       |                                                                         |
| 29-3-2016                                                               | Saitama                                                                 | Giappone                                                                | 5 – 0                                                                   | Siria                                                                   | Qual. Mondiali 2018                                                     | -                                                                       |                                                                         |
| 3-6-2016                                                                | Toyota                                                                  | Giappone                                                                | 7 – 2                                                                   | Bulgaria                                                                | Amichevole                                                              | 2                                                                       | 83’                                                                     |
| 7-6-2016                                                                | Suita                                                                   | Giappone                                                                | 1 – 2                                                                   | Bosnia ed Erzegovina                                                    | Amichevole                                                              | -                                                                       |                                                                         |
| 1-9-2016                                                                | Saitama                                                                 | Giappone                                                                | 1 – 2                                                                   | Emirati Arabi Uniti                                                     | Qual. Mondiali 2018                                                     | -                                                                       | 19’                                                                     |
| 6-9-2016                                                                | Bangkok                                                                 | Thailandia                                                              | 0 – 2                                                                   | Giappone                                                                | Qual. Mondiali 2018                                                     | -                                                                       |                                                                         |
| 6-10-2016                                                               | Saitama                                                                 | Giappone                                                                | 2 – 1                                                                   | Iraq                                                                    | Qual. Mondiali 2018                                                     | -                                                                       |                                                                         |
| 11-10-2016                                                              | Melbourne                                                               | Australia                                                               | 1 – 1                                                                   | Giappone                                                                | Qual. Mondiali 2018                                                     | -                                                                       |                                                                         |
| 11-11-2016                                                              | Kashima                                                                 | Giappone                                                                | 4 – 0                                                                   | Oman                                                                    | Amichevole                                                              | -                                                                       | 78’                                                                     |
| 15-11-2016                                                              | Tokyo                                                                   | Giappone                                                                | 2 – 1                                                                   | Arabia Saudita                                                          | Qual. Mondiali 2018                                                     | -                                                                       |                                                                         |
| 23-3-2017                                                               | Al Ain                                                                  | Emirati Arabi Uniti                                                     | 0 – 2                                                                   | Giappone                                                                | Qual. Mondiali 2018                                                     | -                                                                       | cap.                                                                    |
| 28-3-2017                                                               | Saitama                                                                 | Giappone                                                                | 4 – 0                                                                   | Thailandia                                                              | Qual. Mondiali 2018                                                     | 1                                                                       | cap.                                                                    |
| 7-6-2017                                                                | Chōfu                                                                   | Giappone                                                                | 1 – 1                                                                   | Siria                                                                   | Amichevole                                                              | -                                                                       | cap.                                                                    |
| 13-6-2017                                                               | Teheran                                                                 | Iraq                                                                    | 1 – 1                                                                   | Giappone                                                                | Qual. Mondiali 2018                                                     | -                                                                       |                                                                         |
| 31-8-2017                                                               | Saitama                                                                 | Giappone                                                                | 2 – 0                                                                   | Australia                                                               | Qual. Mondiali 2018                                                     | -                                                                       |                                                                         |
| 5-9-2017                                                                | Gedda                                                                   | Arabia Saudita                                                          | 1 – 0                                                                   | Giappone                                                                | Qual. Mondiali 2018                                                     | -                                                                       | 20’                                                                     |
| 6-10-2017                                                               | Toyota                                                                  | Giappone                                                                | 2 – 1                                                                   | Nuova Zelanda                                                           | Amichevole                                                              | -                                                                       |                                                                         |
| 10-11-2017                                                              | Villeneuve-d'Ascq                                                       | Giappone                                                                | 1 – 3                                                                   | Brasile                                                                 | Amichevole                                                              | -                                                                       | 9’                                                                      |
| 14-11-2017                                                              | Bruges                                                                  | Belgio                                                                  | 1 – 0                                                                   | Giappone                                                                | Amichevole                                                              | -                                                                       | cap.                                                                    |
| 30-5-2018                                                               | Yokohama                                                                | Giappone                                                                | 0 – 2                                                                   | Ghana                                                                   | Amichevole                                                              | -                                                                       |                                                                         |
| 8-6-2018                                                                | Lugano                                                                  | Svizzera                                                                | 2 – 0                                                                   | Giappone                                                                | Amichevole                                                              | -                                                                       |                                                                         |
| 19-6-2018                                                               | Saransk                                                                 | Colombia                                                                | 1 – 2                                                                   | Giappone                                                                | Mondiali 2018 - 1º turno                                                | -                                                                       |                                                                         |
| 24-6-2018                                                               | Ekaterinburg                                                            | Giappone                                                                | 2 – 2                                                                   | Senegal                                                                 | Mondiali 2018 - 1º turno                                                | -                                                                       |                                                                         |
| 28-6-2018                                                               | Volgograd                                                               | Giappone                                                                | 0 – 1                                                                   | Polonia                                                                 | Mondiali 2018 - 1º turno                                                | -                                                                       |                                                                         |
| 2-7-2018                                                                | Rostov sul Don                                                          | Belgio                                                                  | 3 – 2                                                                   | Giappone                                                                | Mondiali 2018 - Ottavi di finale                                        | -                                                                       |                                                                         |
| 16-10-2018                                                              | Saitama                                                                 | Giappone                                                                | 4 – 3                                                                   | Uruguay                                                                 | Amichevole                                                              | -                                                                       | cap.                                                                    |
| 16-11-2018                                                              | Ōita                                                                    | Giappone                                                                | 1 – 1                                                                   | Venezuela                                                               | Amichevole                                                              | -                                                                       | cap.                                                                    |
| 20-11-2018                                                              | Toyota                                                                  | Giappone                                                                | 4 – 0                                                                   | Kirghizistan                                                            | Amichevole                                                              | -                                                                       | 61’                                                                     |
| 9-1-2019                                                                | Abu Dhabi                                                               | Giappone                                                                | 3 – 2                                                                   | Turkmenistan                                                            | Coppa d'Asia 2019 - 1º turno                                            | -                                                                       | cap.                                                                    |
| 13-1-2019                                                               | Abu Dhabi                                                               | Oman                                                                    | 0 – 1                                                                   | Giappone                                                                | Coppa d'Asia 2019 - 1º turno                                            | -                                                                       | cap.                                                                    |
| 21-1-2019                                                               | Sharjah                                                                 | Giappone                                                                | 1 – 0                                                                   | Arabia Saudita                                                          | Coppa d'Asia 2019 - Ottavi di finale                                    | -                                                                       | cap.                                                                    |
| 24-1-2019                                                               | Dubai                                                                   | Vietnam                                                                 | 0 – 1                                                                   | Giappone                                                                | Coppa d'Asia 2019 - Quarti di finale                                    | -                                                                       | cap.                                                                    |
| 28-1-2019                                                               | al-'Ayn                                                                 | Iran                                                                    | 0 – 3                                                                   | Giappone                                                                | Coppa d'Asia 2019 - Semifinale                                          | -                                                                       | cap.                                                                    |
| 1-2-2019                                                                | Abu Dhabi                                                               | Giappone                                                                | 1 – 3                                                                   | Qatar                                                                   | Coppa d'Asia 2019 - Finale                                              | -                                                                       | cap. 82’                                                                |
| 5-9-2019                                                                | Kashima                                                                 | Giappone                                                                | 2 – 0                                                                   | Paraguay                                                                | Amichevole                                                              | -                                                                       | cap.                                                                    |
| 10-9-2019                                                               | Yangon                                                                  | Birmania                                                                | 0 – 2                                                                   | Giappone                                                                | Qual. Mondiali 2022                                                     | -                                                                       | cap.                                                                    |
| 10-10-2019                                                              | Saitama                                                                 | Giappone                                                                | 6 – 0                                                                   | Mongolia                                                                | Qual. Mondiali 2022                                                     | 1                                                                       | cap.                                                                    |
| 15-10-2019                                                              | Dushanbe                                                                | Tagikistan                                                              | 0 – 3                                                                   | Giappone                                                                | Qual. Mondiali 2022                                                     | -                                                                       | cap.                                                                    |
| 14-11-2019                                                              | Biškek                                                                  | Kirghizistan                                                            | 0 – 2                                                                   | Giappone                                                                | Qual. Mondiali 2022                                                     | -                                                                       | cap.                                                                    |
| 9-10-2020                                                               | Utrecht                                                                 | Giappone                                                                | 0 – 0                                                                   | Camerun                                                                 | Amichevole                                                              | -                                                                       | cap.                                                                    |
| 13-10-2020                                                              | Utrecht                                                                 | Giappone                                                                | 1 – 0                                                                   | Costa d'Avorio                                                          | Amichevole                                                              | -                                                                       | cap.                                                                    |
| 12-11-2020                                                              | Graz                                                                    | Giappone                                                                | 1 – 0                                                                   | Panama                                                                  | Amichevole                                                              | -                                                                       | cap. 90+6’                                                              |
| 17-11-2020                                                              | Graz                                                                    | Giappone                                                                | 0 – 2                                                                   | Messico                                                                 | Amichevole                                                              | -                                                                       | cap.                                                                    |
| 25-3-2021                                                               | Yokohama                                                                | Giappone                                                                | 3 – 0                                                                   | Corea del Sud                                                           | Amichevole                                                              | -                                                                       | cap.                                                                    |
| 30-3-2021                                                               | Chiba                                                                   | Mongolia                                                                | 0 – 14                                                                  | Giappone                                                                | Qual. Mondiali 2022                                                     | -                                                                       | cap. 64’                                                                |
| 28-5-2021                                                               | Chiba                                                                   | Giappone                                                                | 10 – 0                                                                  | Birmania                                                                | Qual. Mondiali 2022                                                     | -                                                                       | cap. 46’                                                                |
| 2-9-2021                                                                | Suita                                                                   | Giappone                                                                | 0 – 1                                                                   | Oman                                                                    | Qual. Mondiali 2022                                                     | -                                                                       | cap.                                                                    |
| 7-9-2021                                                                | Doha                                                                    | Cina                                                                    | 0 – 1                                                                   | Giappone                                                                | Qual. Mondiali 2022                                                     | -                                                                       | cap.                                                                    |
| 7-10-2021                                                               | Gedda                                                                   | Arabia Saudita                                                          | 1 – 0                                                                   | Giappone                                                                | Qual. Mondiali 2022                                                     | -                                                                       | cap.                                                                    |
| 12-10-2021                                                              | Saitama                                                                 | Giappone                                                                | 2 – 1                                                                   | Australia                                                               | Qual. Mondiali 2022                                                     | -                                                                       | cap.                                                                    |
| 11-11-2021                                                              | Hanoi                                                                   | Vietnam                                                                 | 0 – 1                                                                   | Giappone                                                                | Qual. Mondiali 2022                                                     | -                                                                       | cap.                                                                    |
| 16-11-2021                                                              | Mascate                                                                 | Oman                                                                    | 0 – 1                                                                   | Giappone                                                                | Qual. Mondiali 2022                                                     | -                                                                       | cap.                                                                    |
| 24-3-2022                                                               | Sydney                                                                  | Australia                                                               | 0 – 2                                                                   | Giappone                                                                | Qual. Mondiali 2022                                                     | -                                                                       | cap.                                                                    |
| 29-3-2022                                                               | Saitama                                                                 | Giappone                                                                | 1 – 1                                                                   | Vietnam                                                                 | Qual. Mondiali 2022                                                     | 1                                                                       | cap.                                                                    |
| 2-6-2022                                                                | Sapporo                                                                 | Giappone                                                                | 4 – 1                                                                   | Paraguay                                                                | Amichevole                                                              | -                                                                       | cap. 46’                                                                |
| 6-6-2022                                                                | Tokyo                                                                   | Giappone                                                                | 0 – 1                                                                   | Brasile                                                                 | Amichevole                                                              | -                                                                       | cap.                                                                    |
| 10-6-2022                                                               | Kobe                                                                    | Giappone                                                                | 4 – 1                                                                   | Ghana                                                                   | Amichevole                                                              | -                                                                       | cap. 46’                                                                |
| 14-6-2022                                                               | Suita                                                                   | Giappone                                                                | 0 – 3                                                                   | Tunisia                                                                 | Amichevole                                                              | -                                                                       | cap.                                                                    |
| 23-9-2022                                                               | Düsseldorf                                                              | Giappone                                                                | 2 – 0                                                                   | Stati Uniti                                                             | Amichevole                                                              | -                                                                       | cap.                                                                    |
| 27-9-2022                                                               | Düsseldorf                                                              | Giappone                                                                | 0 – 0                                                                   | Ecuador                                                                 | Amichevole                                                              | -                                                                       | 84’                                                                     |
| 17-11-2022                                                              | Dubai                                                                   | Giappone                                                                | 1 – 2                                                                   | Canada                                                                  | Amichevole                                                              | -                                                                       | 85’                                                                     |
| 23-11-2022                                                              | Al Rayyan                                                               | Germania                                                                | 1 – 2                                                                   | Giappone                                                                | Mondiali 2022 - 1º turno                                                | -                                                                       | cap.                                                                    |
| 27-11-2022                                                              | Al Rayyan                                                               | Giappone                                                                | 0 – 1                                                                   | Costa Rica                                                              | Mondiali 2022 - 1º turno                                                | -                                                                       | cap.                                                                    |
| 1-12-2022                                                               | Al Rayyan                                                               | Giappone                                                                | 2 – 1                                                                   | Spagna                                                                  | Mondiali 2022 - 1º turno                                                | -                                                                       | cap. 45’                                                                |
| 5-12-2022                                                               | Al Wakrah                                                               | Giappone                                                                | 1 – 1 dts (1 – 3 dtr)                                                   | Croazia                                                                 | Mondiali 2022 - Ottavi di finale                                        | -                                                                       | cap.                                                                    |
| Totale                                                                  |                                                                         | Presenze (3º posto)                                                     | 126                                                                     |                                                                         | Reti (23º posto)                                                        | 12                                                                      |                                                                         |

| Cronologia completa delle presenze e delle reti in nazionale ― Giappone Olimpica | Cronologia completa delle presenze e delle reti in nazionale ― Giappone Olimpica | Cronologia completa delle presenze e delle reti in nazionale ― Giappone Olimpica | Cronologia completa delle presenze e delle reti in nazionale ― Giappone Olimpica | Cronologia completa delle presenze e delle reti in nazionale ― Giappone Olimpica | Cronologia completa delle presenze e delle reti in nazionale ― Giappone Olimpica | Cronologia completa delle presenze e delle reti in nazionale ― Giappone Olimpica | Cronologia completa delle presenze e delle reti in nazionale ― Giappone Olimpica |
| Data                                                                             | Città                                                                            | In casa                                                                          | Risultato                                                                        | Ospiti                                                                           | Competizione                                                                     | Reti                                                                             | Note                                                                             |
| -------------------------------------------------------------------------------- | -------------------------------------------------------------------------------- | -------------------------------------------------------------------------------- | -------------------------------------------------------------------------------- | -------------------------------------------------------------------------------- | -------------------------------------------------------------------------------- | -------------------------------------------------------------------------------- | -------------------------------------------------------------------------------- |
| 13-8-2008                                                                        | Shenyang                                                                         | Paesi Bassi                                                                      | 1 – 0                                                                            | Giappone                                                                         | Olimpiadi 2008 - 1º turno                                                        | -                                                                                |                                                                                  |
| 26-7-2012                                                                        | Glasgow                                                                          | Spagna                                                                           | 0 – 1                                                                            | Giappone                                                                         | Olimpiadi 2012 - 1º turno                                                        | -                                                                                | cap.                                                                             |
| 29-7-2012                                                                        | Newcastle                                                                        | Giappone                                                                         | 1 – 0                                                                            | Marocco                                                                          | Olimpiadi 2012 - 1º turno                                                        | -                                                                                | cap.                                                                             |
| 1-8-2012                                                                         | Coventry                                                                         | Giappone                                                                         | 0 – 0                                                                            | Honduras                                                                         | Olimpiadi 2012 - 1º turno                                                        | -                                                                                | cap.                                                                             |
| 4-8-2012                                                                         | Manchester                                                                       | Giappone                                                                         | 3 – 0                                                                            | Egitto                                                                           | Olimpiadi 2012 - Quarti di finale                                                | 1                                                                                | cap.                                                                             |
| 7-8-2012                                                                         | Londra                                                                           | Messico                                                                          | 3 – 1                                                                            | Giappone                                                                         | Olimpiadi 2012 - Semifinale                                                      | -                                                                                | cap.                                                                             |
| 10-8-2012                                                                        | Cardiff                                                                          | Corea del Sud                                                                    | 2 – 0                                                                            | Giappone                                                                         | Olimpiadi 2012 - Finale 3º posto                                                 | -                                                                                | cap.                                                                             |
| 22-7-2021                                                                        | Chōfu                                                                            | Giappone                                                                         | 1 – 0                                                                            | Sudafrica                                                                        | Olimpiadi 2020 - 1º turno                                                        | -                                                                                | cap.                                                                             |
| 25-7-2021                                                                        | Saitama                                                                          | Giappone                                                                         | 2 – 1                                                                            | Messico                                                                          | Olimpiadi 2020 - 1º turno                                                        | -                                                                                | cap.                                                                             |
| 28-7-2021                                                                        | Yokohama                                                                         | Francia                                                                          | 0 – 4                                                                            | Giappone                                                                         | Olimpiadi 2020 - 1º turno                                                        | -                                                                                | cap.                                                                             |
| 31-7-2021                                                                        | Kashima                                                                          | Giappone                                                                         | 0 – 0 dts (4 – 2 dtr)                                                            | Nuova Zelanda                                                                    | Olimpiadi 2020 - Quarti di finale                                                | -                                                                                | cap.                                                                             |
| 3-8-2021                                                                         | Saitama                                                                          | Giappone                                                                         | 0 – 1 dts                                                                        | Spagna                                                                           | Olimpiadi 2020 - Semifinale                                                      | -                                                                                | cap.                                                                             |
| 6-8-2021                                                                         | Saitama                                                                          | Messico                                                                          | 3 – 1                                                                            | Giappone                                                                         | Olimpiadi 2020 - Finale 3º posto                                                 | -                                                                                | cap.                                                                             |
| Totale                                                                           |                                                                                  | Presenze                                                                         | 13                                                                               |                                                                                  | Reti                                                                             | 1                                                                                |                                                                                  |

| Cronologia completa delle presenze e delle reti in nazionale ― Giappone under 23 | Cronologia completa delle presenze e delle reti in nazionale ― Giappone under 23 | Cronologia completa delle presenze e delle reti in nazionale ― Giappone under 23 | Cronologia completa delle presenze e delle reti in nazionale ― Giappone under 23 | Cronologia completa delle presenze e delle reti in nazionale ― Giappone under 23 | Cronologia completa delle presenze e delle reti in nazionale ― Giappone under 23 | Cronologia completa delle presenze e delle reti in nazionale ― Giappone under 23 | Cronologia completa delle presenze e delle reti in nazionale ― Giappone under 23 |
| Data                                                                             | Città                                                                            | In casa                                                                          | Risultato                                                                        | Ospiti                                                                           | Competizione                                                                     | Reti                                                                             | Note                                                                             |
| -------------------------------------------------------------------------------- | -------------------------------------------------------------------------------- | -------------------------------------------------------------------------------- | -------------------------------------------------------------------------------- | -------------------------------------------------------------------------------- | -------------------------------------------------------------------------------- | -------------------------------------------------------------------------------- | -------------------------------------------------------------------------------- |
| 5-6-2021                                                                         | Fukuoka                                                                          | Giappone under 23                                                                | 6 – 0                                                                            | Ghana under 23                                                                   | Amichevole                                                                       | -                                                                                | cap.                                                                             |
| 12-6-2021                                                                        | Toyota                                                                           | Giappone under 23                                                                | 4 – 0                                                                            | Giamaica under 23                                                                | Amichevole                                                                       | -                                                                                | cap.                                                                             |
| 12-7-2021                                                                        | Ōsaka                                                                            | Giappone under 23                                                                | 3 – 1                                                                            | Honduras under 23                                                                | Amichevole                                                                       | 1                                                                                | cap. 80’                                                                         |
| 17-7-2021                                                                        | Kōbe                                                                             | Giappone under 23                                                                | 1 – 1                                                                            | Spagna under 23                                                                  | Amichevole                                                                       | -                                                                                | cap. 46’                                                                         |
| Totale                                                                           |                                                                                  | Presenze                                                                         | 4                                                                                |                                                                                  | Reti                                                                             | 1                                                                                |                                                                                  |

## Palmarès

### Club
- Campionato MLS: 1

LA Galaxy: 2024

### Nazionale
- Coppa d'Asia: 1

2011
- Kirin Cup: 1

2011

### Individuale
- All-Star Team della Coppa d'Asia: 1

2019
- Squadra maschile AFC del decennio 2011-2020 IFFHS: 1

2020